# Mount Masley
Mount Masley är ett berg i Antarktis. Det ligger i Östantarktis. Nya Zeeland gör anspråk på området. Toppen på Mount Masley är 2 605 meter över havet, eller 772 meter över den omgivande terrängen. Bredden vid basen är 6,3 km.
Terrängen runt Mount Masley är kuperad söderut, men norrut är den platt. Mount Masley ligger uppe på en höjd som går i nord-sydlig riktning. Trakten är obefolkad. Det finns inga samhällen i närheten.